# Михайловский сельский совет (Крым)
Михайловский сельский совет (укр. Михайлівська сільська рада, крымскотат. Qaramiñ köy şurası) — административно-территориальная единица в Нижнегорском районе в составе АР Крым Украины (фактически до 2014 года), ранее до 1991 года — в составе Крымской области УССР в СССР, до 1954 года — в составе Крымской области РСФСР в СССР, до 1945 года — в составе Крымской АССР РСФСР в СССР.
Административный центр — село Михайловка.

## География
Территория сельсовета находится в центре района, в степном Крыму.

## История
Михайловский сельский совет (как Караминский) был образован в 1930-х годах в составе Колайского района Крымской АССР РСФСР (на 1940 год он уже существовал). Указом Президиума Верховного Совета РСФСР от 21 августа 1945 года Караминский сельсовет был переименован в Михайловский. С 25 июня 1946 года совет в составе Крымской области РСФСР, а 26 апреля 1954 года Крымская область была передана из состава РСФСР в состав УССР. Время упразднения сельсовета пока не установлено: на 15 июня 1960 года он уже не существовал. Указом Президиума Верховного Совета УССР «Об укрупнении сельских районов Крымской области», от 30 декабря 1962 года Азовский район был упразднён и сёла присоединили к Джанкойскому. 1 января 1965 года, указом Президиума ВС УССР «О внесении изменений в административное районирование УССР — по Крымской области», включили в состав Нижнегорского. К 1968 году был возрождён Михайловский сельсовет в следующем составе:

| - Зоркино - Кунцево - Межевое - Михайловка | - Нежинское - Уютное - Широкое |

К 1974 году был создан Зоркинский сельсовет, в который отошли сёла Зоркино, Межевое, Нежинское и Широкое и совет обрёл современный состав. С 12 февраля 1991 года сельсовет в восстановленной Крымской АССР, 26 февраля 1992 года переименованной в Автономную Республику Крым. С 21 марта 2014 года в составе Крыма аннексирован Россией. Законом «Об установлении границ муниципальных образований и статусе муниципальных образований в Республике Крым» от 4 июня 2014 года территория административной единицы была объявлена муниципальным образованием со статусом сельского поселения.

## Население
Население по переписи 2001 года составляло 4062 человек.

## Состав сельского поселения
| № | Населённый пункт | Тип населённого пункта       | Население |
| - | ---------------- | ---------------------------- | --------- |
| 1 | Кунцево          | село                         | ↘365      |
| 2 | Михайловка       | село, административный центр | ↘2241     |
| 3 | Уютное           | село                         | ↘423      |